# Angelica Adelstein-Rozeanu
Angelica Adelstein-Rozeanu (ur. 15 października 1921 w Bukareszcie; zm. 22 lutego 2006 w Hajfie) – rumuńska tenisistka stołowa pochodzenia żydowskiego, wielokrotna medalistka mistrzostw świata i Europy.
W tenisa stołowego zaczęła grać w wieku dziewięciu lat. W 1936 roku, w wieku 15 lat została po raz pierwszy mistrzynią Rumunii. Tytuły mistrzyni kraju w grze pojedynczej zdobywała w kolejnych latach aż do 1957 roku, z przerwą w latach 1940-1941. Była również mistrzynią Węgier w 1954 roku w grze pojedynczej i podwójnej (z Gizellą Farkas).
Była 29-krotną medalistką mistrzostw świata, w tym siedemnaście razy zdobywała złoto - sześciokrotnie w grze pojedynczej, pięciokrotnie drużynowo, trzykrotnie w grze podwójnej i trzykrotnie w grze mieszanej. Była również 5-krotną medalistką mistrzostw Europy, a w 1960 roku została mistrzynią Olimpiady Machabejskiej w grze pojedynczej.
W 1960 roku wyemigrowała do Izraela, gdzie zmarła w 2006 roku w Hajfie.
W 2004 otrzymała rumuński Order Zasługi Sportowej I klasy.